# Валь-д'Орча
Валь-д'Орча (італ. Val d'Orcia, МФА: [valˈdortʃa]) — широка долина, культурний ландшафт в італійському регіоні Тоскана, у провінції Сієна. Простягається на південь від міста Сієна до гори Аміата — найстарішого згаслого вулкану в Італії, межує з регіоном Умбрія. В центрі перетинається річкою Орча, яка дала назву долині. Для ландшафту долини Валь-д'Орча характерні мальовничі панорами та різноманітні середньовічні містечка та села, найвідоміші з яких — П'єнца (перебудоване у XV столітті папою Пієм II як «ідеальне місто»), Радікофані (батьківщина відомого середньовічного розбійника Гіно ді Такко) і Монтальчіно (батьківщина одного з найпрестижніших італійських вин Брунелло ді Монтальчіно).
Найрозповсюдженішим деревом є кипарис. Для місцевої кухні притаманні такі страви як пічі, вироби з м'яса свиней місцевої породи Cinta Senese, сир пекоріно ді П'єнца, червоне вино Брунелло ді Монтальчіно. Вина, що виробляються в долині Валь-д'Орча, отримали сертифікат якості (DOC Orcia).
Пейзажі Валь-д'Орча неодноразово зображувалися як на витворах живопису епохи Відродження, так і на сучасних фотографіях.

## Геоморфологія

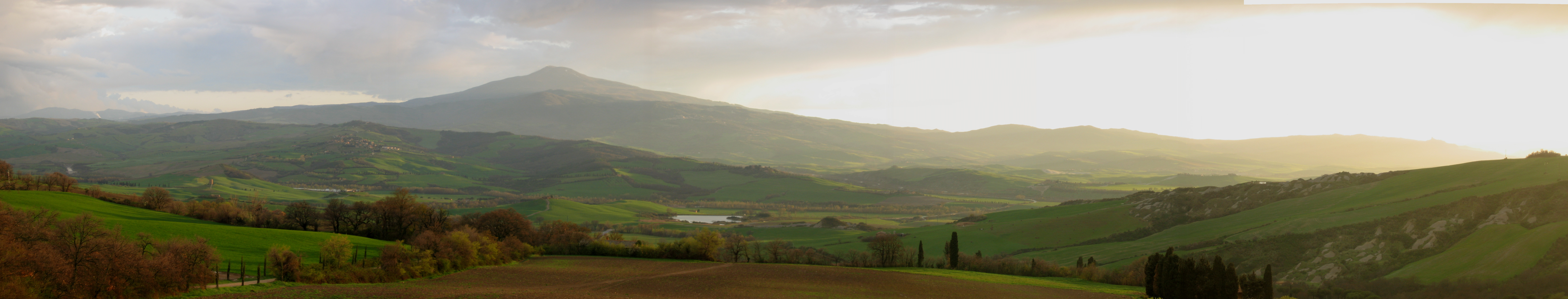
Панорама долини Валь-д'Орча, посередині — гора Аміата

Геологічна історія Валь-д'Орча почалася ще 5 млн років тому, коли море відступило, залишивши по собі піщано-крейдяні відкладення. Пізніше виверження вулканів Аміата і Радікофані вкрили поверхню лавою, яка, застигаючи, перетворилася на трахіт. Багатолітня ерозія ґрунтів поступово завершила формування долини.
Валь д'Орча має вигляд пласкої крейдяної рівнини із невеликими пагорбами правильної конічної форми. З часів Середньовіччя ця місцевість, що належала Сієні, планомірно освоювалася як сільськогосподарський регіон, де практикувалися новаторські методі землекористування.
Екосистема, що домінує на схилах вулканічного конуса гори Аміата, визначається присутністю як провідних для даного регіону біотопів (каштанові ліси та гаї), так і специфічних (букові гаї, субальпійські луки, мезотрофи), внаслідок орографічної та екологічної ізольованості вулканічних структур.

## Фауна
У долині Валь-д'Орча живуть багато видів хижих тварин. Особливість місцевої фауни — хижий лісовий кіт (Felis silvestris silvestris). В районі Радікофані, де багато тваринницьких ферм, можна зустріти вовків. Також тут живуть їжатці, борсуки, кам'яні куниці, тхори, горностаї, лисиці та кабани.
Орнітофауна, менш вивчена, включає в себе деякі рідкісні види, що перебувають під загрозою зникнення, а також різноманітні види хижих птахів, зокрема, змієїд (Circaetus gallicus), канюк, лунь, боривітер звичайний. Серед інших видів птахів, що живуть у долині, — сипухи, вухасті сови, пугачі, хатні сичі, чорні та зелені дятли, круки, сірі ворони, крутиголовки, мухоловки, бджолоїдки.
З амфібій можна зазначити тритона Лауренті (Triturus carnifex), із плазунів — полоза чотирилінійного (Elaphe quatuorlineata) та черепаху Германа (Testudo hermanni)

## Флора
На схилах гори Аміата ростуть букові та каштанові ліси, трапляються гаї кам'яного дуба. Біля селища Віво-д'Орча росте гай старих сріблястих ялин. Серед інших видів дерев можна зазначити австрійський дуб (Quercus cerris) та дуб пухнастий (Quercus pubescens), проте символом Валь-д'Орча є кипарис.

## Комуни
До складу природно-культурного заповідника долини Валь-д'Орча входять п'ять комун провінції Сієна — Кастільйоне-д'Орчія, Монтальчино, П'єнца, Радікофані, Сан-Куїрико-д'Орча, а також сім фракцій — Контіньяно (комуна Радікофані), Монтік'єлло (комуна П'єнца), Баньйо-Віньйоні (комуна Сан-Куїрико-д'Орча), Рокка д'Орча, Кампілья д'Орча, Баньї Сан Філіпо, Віво д'Орча (останні чотири — комуна Кастільйоне-д'Орчія).
Фракція Кастільйонселло-дель-Тоноро комуни Сартеано, та фракції Монтенеро д'Орча і Монтеджові комуни Кастель-дель-П'яно розташовані на території долини Валь д'Орча, проте не входять до складу заповідника.
Окрім населених пунктів, по долині розсіяні численні ферми, хутори та скелі із старовинними неприступними баштами.

## Спадщина людства
Долина Валь д'Орча — важливий культурно-мистецько-природний заповідник. Із 2 липня 2004 року вона внесена до Світової спадщини ЮНЕСКО з метою найкращого збереження природного і культурного ландшафту, що здійснив значний вплив на багатьох митців епохи Відродження. Статус спадщини Валь-д'Орча отримала за наступними критеріями:
- IV (Об'єкт є видатним прикладом конструкції, архітектурного або технологічного ансамблю чи ландшафту, що ілюструє значущий період людської історії): «Долина Валь д'Орча — виключний зразок того, як природний пейзаж був перероблений людиною в епоху Відродження з метою відображення ідеалів суспільного устрою та створення естетично приємного образу.»
- VI (Об'єкт безпосередньо чи матеріально пов'язаний з подіями або існуючими традиціями, з ідеями, віруваннями, з художніми або літературними творами і має виняткову світову важливість): «Пейзаж долини Валь-д'Орча уславлений художниками сієнської школи живопису, що розквітла в епоху Відродження. Образ долини Валь д'Орча як місця, в якому люди живуть у гармонії з природою, став іконою Ренесансу і значно вплинув на подальше сприйняття природи людиною».

## Туризм
Валь д'Орча — територія підвищеного інтересу з боку туристів завдяки своїй природно-історичній унікальності, зокрема характерним середньовічним містечками, таким як Сан-Квіріно-Д'Орча і Кастільйоне д'Орча. Особливо розвиненим є винно-гастрономічний туризм.
Увесь район долини також є важливим транзитним пунктом середньовічного прочанського маршруту з Північної Європи до Італії — Via Francigena (дороги Франків).
В останні роки територія Валь д'Орча активно освоюється завдяки відновленню і розвитку туризму, особливо пов'язаному із залізничним сполученням. Так, принадою для туристів є історична залізнична лінія l'Asciano-Monte Antico, регулярне сполучення якою припинили через збитковість на початку 1990-х років і яку за кілька років по тому, у 1996-му, відновили як туристичну атракцію. На цій лінії діють чотири автентичні паровози початку XX століття, на маршруті розташовано сім станцій, два тунелі та мостові переходи через річки Орча та Омброне.

## Вино регіону

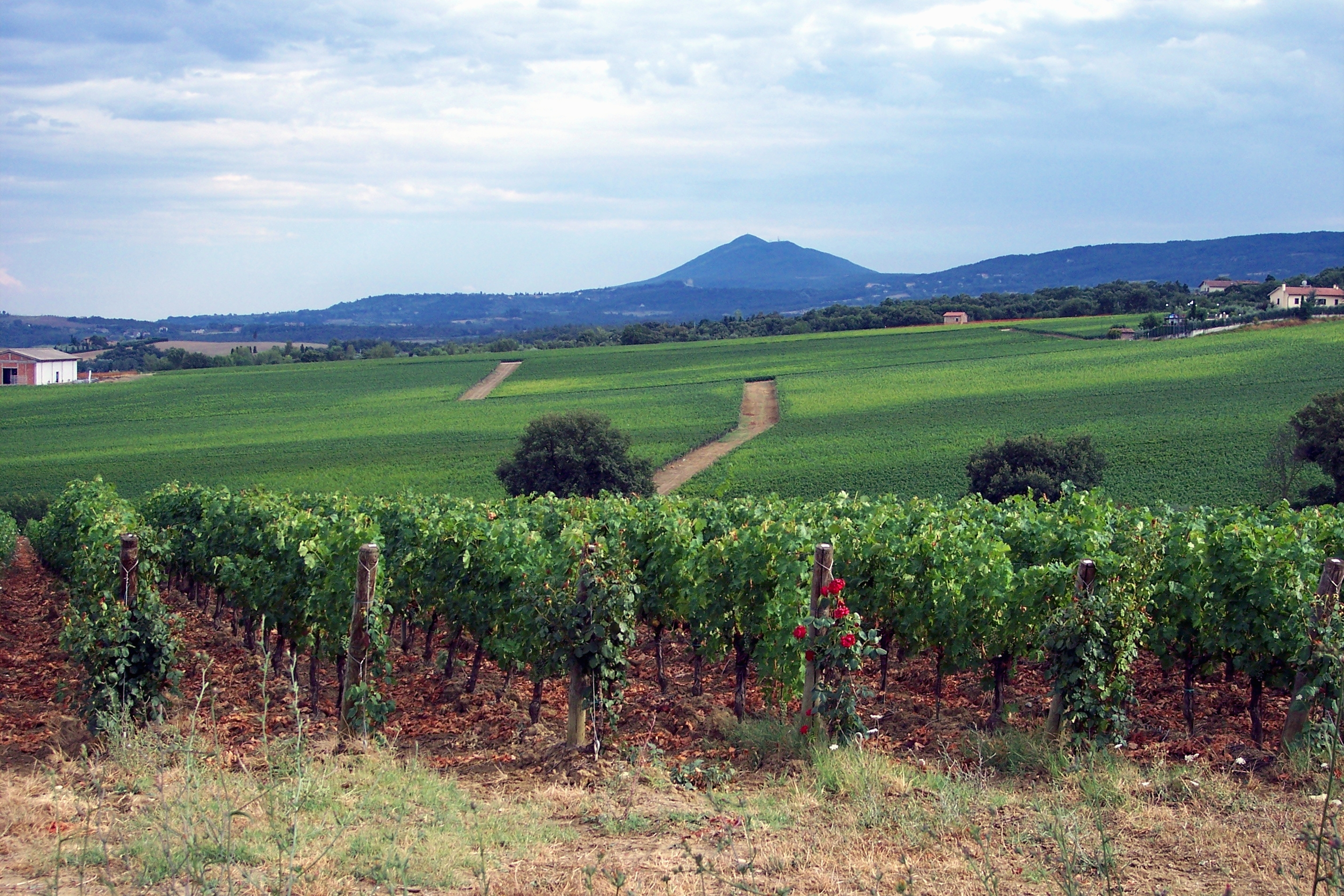
Виноградники долини Валь-д'Орча

Виноробний регіон Орча розташований у долині однойменної ріки, між DOCG-регіонами Брунелло-ді-Монтальчіно та Віно Нобіле ді Монтепульчано. Місцеві вина, які мають статус DOC (Denominazione di origine controllata) виробляються переважно з винограду сортів санджовезе і требб'яно. Червоні вина Орча складаються з мінімум 60 % винограду сорту санджовезе та місцевих різновидів, зокрема, абруско. Місцеве сухе біле вино і вино стилю він-санто, вироблені під статусом DOC, складаються з мінімум 50 % винограду сорту требб'яно. Урожайність виноградників, призначених для виробництва вин під статусом DOC Orcia, становить максимум 10 т/га, а готові вина за нормами мають мати міцність мінімум 12 %.

## Валь д'Орча в культурі

### Кінематограф
Завдяки своєрідним мальовничим пейзажам, які роблять долину одним із найчарівніших куточків планети, Валь д'Орча часто ставала місцем зйомок фільмів світового значення. Так, можна згадати сцену з фільму Рідлі Скотта «Гладіатор», в якій головний герой, потрапивши до Елісію, спускається по довгому схилу вниз, йдучи по пояс у пшеничному колоссі, і возз'єднується зі своєю родиною, яку зустрічає у підніжжя схилу. Ця сцена була знята біля Террапілле, у безпосередній близькості до П'єнци.
Особливо популярною Валь д'Орча стала у 1970-ті роки, тут проходили зйомки багатьох італійських фільмів, зокрема, фільм Франко Дзефіреллі «Брат Сонце, сестра Місяць» (1972), що розповідає історію святого Франциска Ассізького, знімали у Баньйо-Віньйоні, П'єнці та Монтальчіно.
У долині Валь д'Орча та в її околицях також знімали сцени з таких фільмів як:
- «Вісім з половиною» Федеріко Фелліні (1963)
- «Ностальгія» Андрія Тарковського (1983)[11]
- «Англійський пацієнт» Ентоні Мінгелли (1996)[12]
- «Вислизаюча краса» Бернардо Бертолуччі (1996)
- «Сон літньої ночі» Майкла Хоффмана (1999)